# Psychoda spinipelata
Psychoda spinipelata és una espècie d'insecte dípter pertanyent a la família dels psicòdids.

## Descripció
- La femella fa 0,95-1,17 mm de llargària a les antenes (1,10-1,40 en el cas del mascle), mentre que les ales li mesuren 1,62-2 de longitud (1,50-2,07 en el mascle) i 0,62-0,92 d'amplada (0,62-0,85 en el mascle).
- Les antenes presenten 16 segments.[2]

## Distribució geogràfica
Es troba a Papua Nova Guinea.